# François Omam-Biyik
François Omam-Biyik (Sakbayenne, Litoral, 21 de mayo de 1966) es un exfutbolista camerunés. Jugaba como delantero centro y fue internacional por la selección de Camerún en tres Copas Mundiales.

## Biografía
François Omam-Biyik comenzó su carrera profesional en el Canon Yaoundé, y desde joven era una de las promesas del fútbol camerunés: François pudo disputar el Torneo Esperanzas de Toulon de 1985, mientras que su hermano André Kana-Biyik ya destacaba con la selección nacional. En 1987 dio el salto a Europa con su fichaje por el Stade Lavallois de la Primera División francesa (Ligue 1), del que fue delantero titular durante tres temporadas. Sus puntos fuertes eran el remate de cabeza y la finalización dentro del área.
Biyik formó parte de la selección de Camerún que, liderada por Roger Milla, se proclamó campeona de la Copa Africana de Naciones 1988 y llegó a cuartos de final en la Copa Mundial de Fútbol de 1990, algo inédito para un país africano hasta entonces. El delantero marcó el primer gol del Mundial el 8 de junio de 1990 tras realizar un gran salto en el que se elevó por encima de Roberto Sensini y con un remate de cabeza batió a Nery Pumpido, arquero de la selección Argentina liderada por Diego Armando Maradona, y gracias a ese tanto los «Leones Indomables» pudieron vencer en la inauguración por 1:0 al campeón mundial vigente.
Después de la Copa del Mundo fue contratado por el Rennes, donde anotaría 14 goles en 38 partidos, y de allí pasó al Cannes (7 tantos en 35 encuentros). Su registro hizo que recalase en 1992 en el Olympique de Marsella, uno de los clubes más potentes de la época. Sin embargo, el camerunés no tuvo hueco allí y al poco tiempo fue traspasado al Racing Club de Lens, en el que permaneció hasta 1995.
Biyik abandonó Francia para fichar por el Club América de Leo Beenhakker, junto con su compañero de selección Jean-Claude Pagal. En su paso por la liga mexicana, el camerunés formó una dupla de ataque con el zambiano Kalusha Bwalya, apodada «las águilas negras» y «las abejas asesinas» por la prensa, que le reportó en la temporada 1994/95, un récord de 11 anotaciones consecutivas y 49 tantos en tres campañas. Luego de ser cedido al Atlético Yucatán, terminaría marchándose a la Sampdoria italiana en 1997.
Los últimos años de su carrera deportiva transcurrieron en el Puebla Fútbol Club (1999) y en el Châteauroux de Francia, retirándose en el 2000. No obstante, ha seguido vinculado al fútbol como entrenador y preparador en diversos clubes mexicanos y africanos. Uno de sus hijos, Emilio Omam-Biyik, es también futbolista profesional. Además, es tío del internacional francocamerunés Jean-Armel Kana-Biyik.
El 9 de enero de 2005, el Club América le hizo un partido de homenaje en el estadio Azteca y Biyik pudo despedirse del público con una tripleta. Entre los jugadores que le acompañaron en su despedida destacaron los internacionales Carlos Hermosillo, Marco Antonio Figueroa, Luis Hernández, Jorge Campos y Jacques Songo'o.
Durante la etapa que Javier Clemente fue el seleccionador de Camerún, Biyik fue el segundo entrenador de los «Leones Indomables» gracias a su conocimiento del idioma español.

## Selección nacional
François Omam-Biyik ha sido internacional por la selección de Camerún en 63 partidos oficiales y ha marcado 12 goles.
Además de conseguir la Copa Africana de Naciones 1988 y formar parte del combinado camerunés en las grandes citas africanas, el delantero estuvo presente en las Copas Mundiales de 1990, 1994 y 1998. En la edición de la Copa Mundial de 1990 llegó a marcar el primer gol de la inauguración frente a Argentina, mientras que en Francia 1998 fue el capitán de la selección.

## Trayectoria
| Club                  | País    | Año       |
| --------------------- | ------- | --------- |
| Canon Yaoundé         | Camerún | 1986-1987 |
| Stade Lavallois       | Francia | 1987-1990 |
| Stade Rennais         | Francia | 1990-1991 |
| A.S. Cannes           | Francia | 1991-1992 |
| Olympique de Marsella | Francia | 1992      |
| RC Lens               | Francia | 1992-1994 |
| Club América          | México  | 1994-1996 |
| Atlético Yucatán      | México  | 1997      |
| Sampdoria             | Italia  | 1997-1998 |
| Puebla F.C.           | México  | 1999      |
| Châteauroux           | Francia | 1999-2000 |

## Palmarés

### Campeonatos nacionales
| Título         | Club                | Sede    | Año  |
| -------------- | ------------------- | ------- | ---- |
| Copa de Verano | Racing Club de Lens | Francia | 1994 |

### Campeonatos internacionales
| Título                    | Selección | Sede      | Año  |
| ------------------------- | --------- | --------- | ---- |
| Copa Africana de Naciones | Camerún   | Marruecos | 1998 |